# Краснолицая коата
Краснолицая коата, или чёрная коата (лат. Ateles paniscus) — примат семейства паукообразных обезьян. Обитает в тропических лесах на севере Южной Америки. Вид страдает от охоты и уничтожения людьми мест их обитания, поэтому МСОП причисляет его к категории уязвимых.

## Описание
Краснолицые коаты имеют длинный чёрный мех и красное или розовое лицо, голое за исключением нескольких коротких, белых волосков. Детёныши рождаются с тёмными лицами, краснеющими по мере взросления. Половой диморфизм невелик; длина головы и тела самца в среднем 55,7 см, а у самки составляет около 55,2 см в длину. Самец весит около 9,1 кг, а самка весит около 8,4 кг. Хвост цепкий (способный хватать), пальцы и конечности длинные, подвижные и сильные.

## Распространение
Краснолицые коаты обитают в ненарушенных первичных тропических лесах, в северной части Бразилии, Суринама, Гайаны и Французской Гвианы. Они обитают в кронах деревьев.

## Поведение
Краснолицые коаты собираются для ночёвок в группы до 30 особей, но предпочитают проводить дни путешествия, питание и отдых в гораздо меньшие группы. Группы, как правило, состоят из нескольких самок с их потомством, и нескольких самцов для защиты.
Краснолицые коаты всеядны. Он едят термитов и личинок, а также мягкие листья, цветы, ягоды и фрукты.
Беременность длится 226—232 дней, детёныши покидают мать в четыре или пять лет, когда достигают половой зрелости. Срок жизни в неволе до 33 лет.

## Статус популяции
Международный союз охраны природы присвоил этому виду охранный статус «уязвимый». Главные угрозы популяции — охота и разрушение среды обитания. Встречаются на многих охраняемых территориях.